# Garganta del río Dunajec
La garganta del río Dunajec (en polaco Przełom Dunajca, en eslovaco Prielom Dunajca y en alemán Dohnst-Schlucht) atraviesa los montes Pieninos en el sur de Polonia y el norte de Eslovaquia (ya que el Dunajec es un río fronterizo entre los dos países). El desfiladero se caracteriza por algunas de las estructuras geológicas y geomorfológicas más interesantes y ecosistemas naturales con poca influencia antropogénica. Se presenta en la Lista indicativa de la UNESCO de sitios del patrimonio mundial en Polonia.
La garganta del río Dunajec es también una de las atracciones turísticas más conocidas en los montes Pieninos. Los viajes en balsa de madera han sido organizados diariamente por Pieniny Gorals desde principios del siglo XIX, cuando sus clientes consistían principalmente en huéspedes de los castillos cercanos de Niedzica y Czorsztyn. El viaje comienza en el pueblo de Sromowce Wyżne-Kąty y termina en la ciudad turística de Szczawnica, 18 km río abajo. Toma alrededor de 2-3 horas. La segunda etapa de la excursión tiene solo 5 km de largo. Comienza en Szczawnica y termina en la ciudad de Krościenko nad Dunajcem. La garganta hace 7 revueltas en su recorrido. La roca circundante alcanza los 300 m de altura casi hasta el final.

## Geografía
El desfiladero es parte de un valle ubicado dentro del parque nacional Pieniny. El paisaje lo distingue de las montañas circundantes debido a la interacción de factores naturales tales como terreno geológico, relieve, agua, suelo, clima, flora y fauna, y sus relaciones evolutivas. Todos estos elementos contribuyen a la complejidad de la belleza natural de toda el área.
Las condiciones para el desarrollo de flora y fauna únicas están estrechamente relacionadas con los estratos de roca caliza y dolomita. Literalmente, la roca es la base de este entorno único en su tipo. Existe la presencia de las especies de plantas y animales de los Cárpatos, que en muchos casos son endémicas. Su variada segmentación morfológica es responsable del original y altamente valioso carácter estético de la zona.
Desde un punto de vista botánico, el desfiladero del río Dunajec sirve como ejemplo de vegetación específica de la zona que se remonta a la era glacial, a pesar de que en los montes Pieninos no hubo glaciares. Desde un punto de vista geográfico, existe aparte de la flora de los Cárpatos Occidentales (Carpaticum occidentale) con sus endemismos y subendemias. Desde el punto de vista zoológico, los valles cortados en rocas mesozoicas tienen una importancia extraordinaria para la conservación de muchas especies y fauna de los Cárpatos. La gran segmentación del terreno resulta en una alta concentración de biodiversidad en un área relativamente pequeña
La garganta del Río Dunajec representa las etapas principales de la evolución geológica y geomorfológica del terreno montañoso desde la era Cenozoica inicial hasta el período Cuaternario, incluido el movimiento tectónico, la estructura geológica, la composición petrográfica y la proporción de rocas.

## Galería

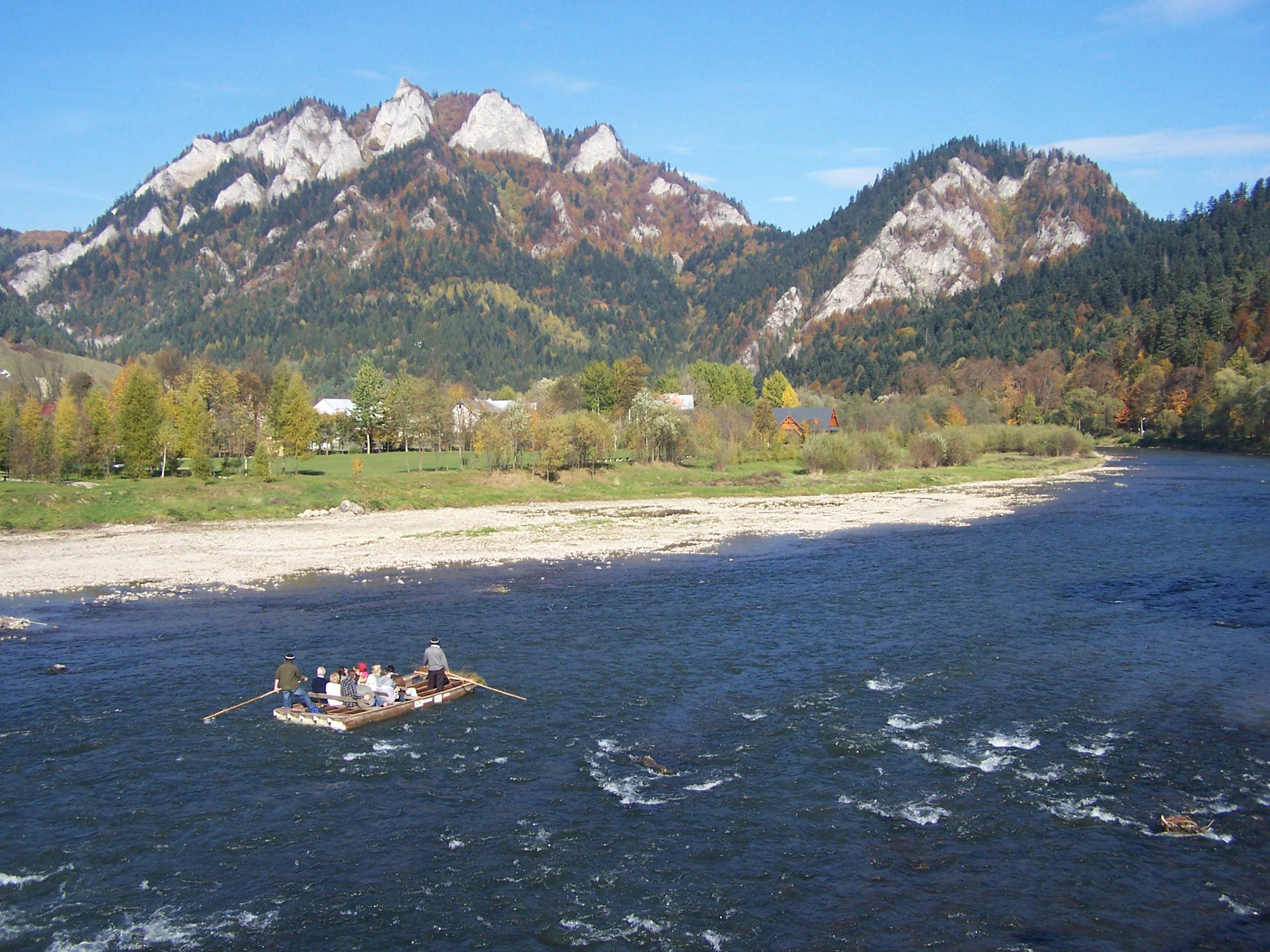
Rafting en el Dunajec, con en el macizo de Trzy Korony visible en el fondo.
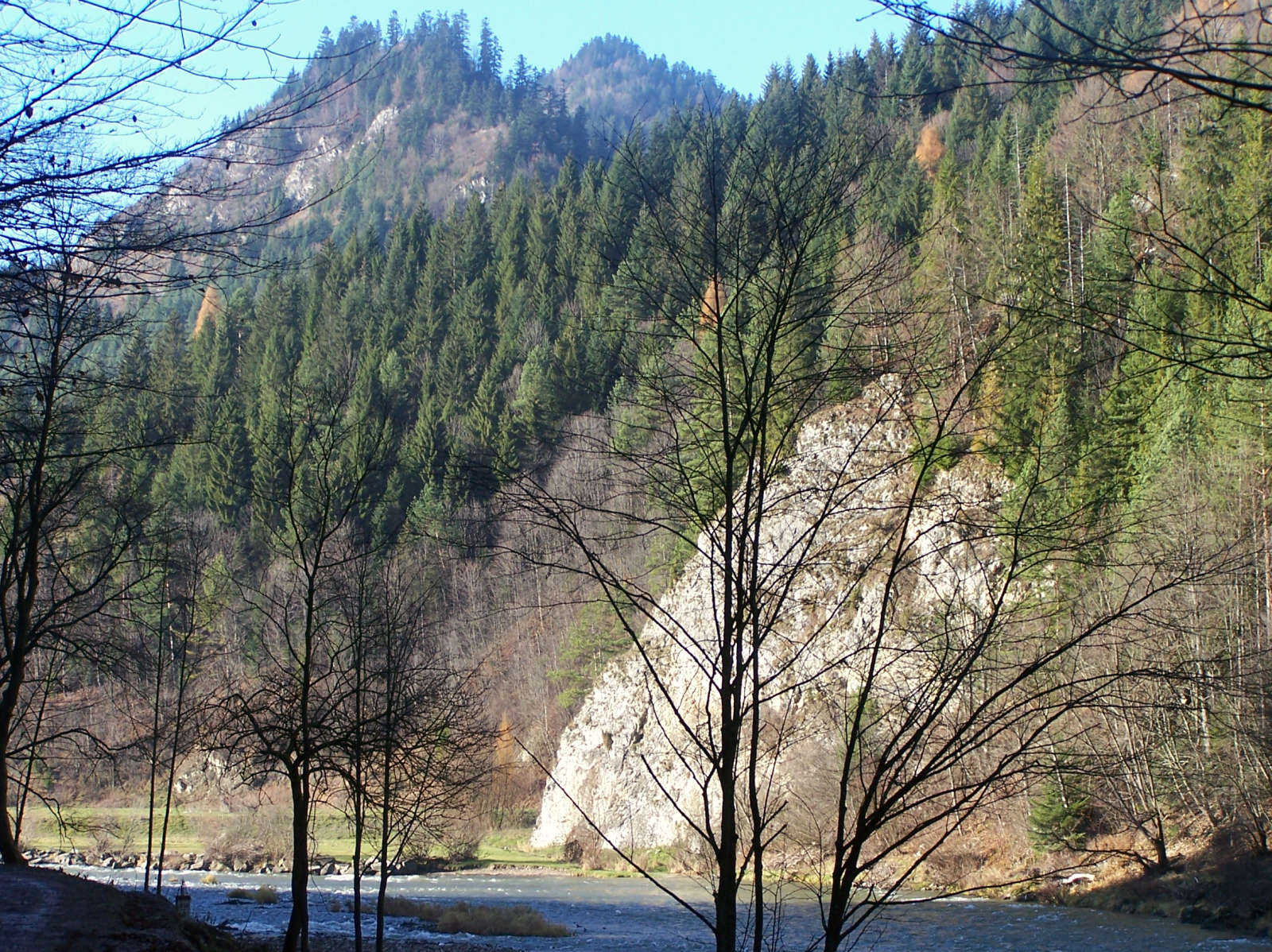
Ostra Skała (Cumbre Aguda).
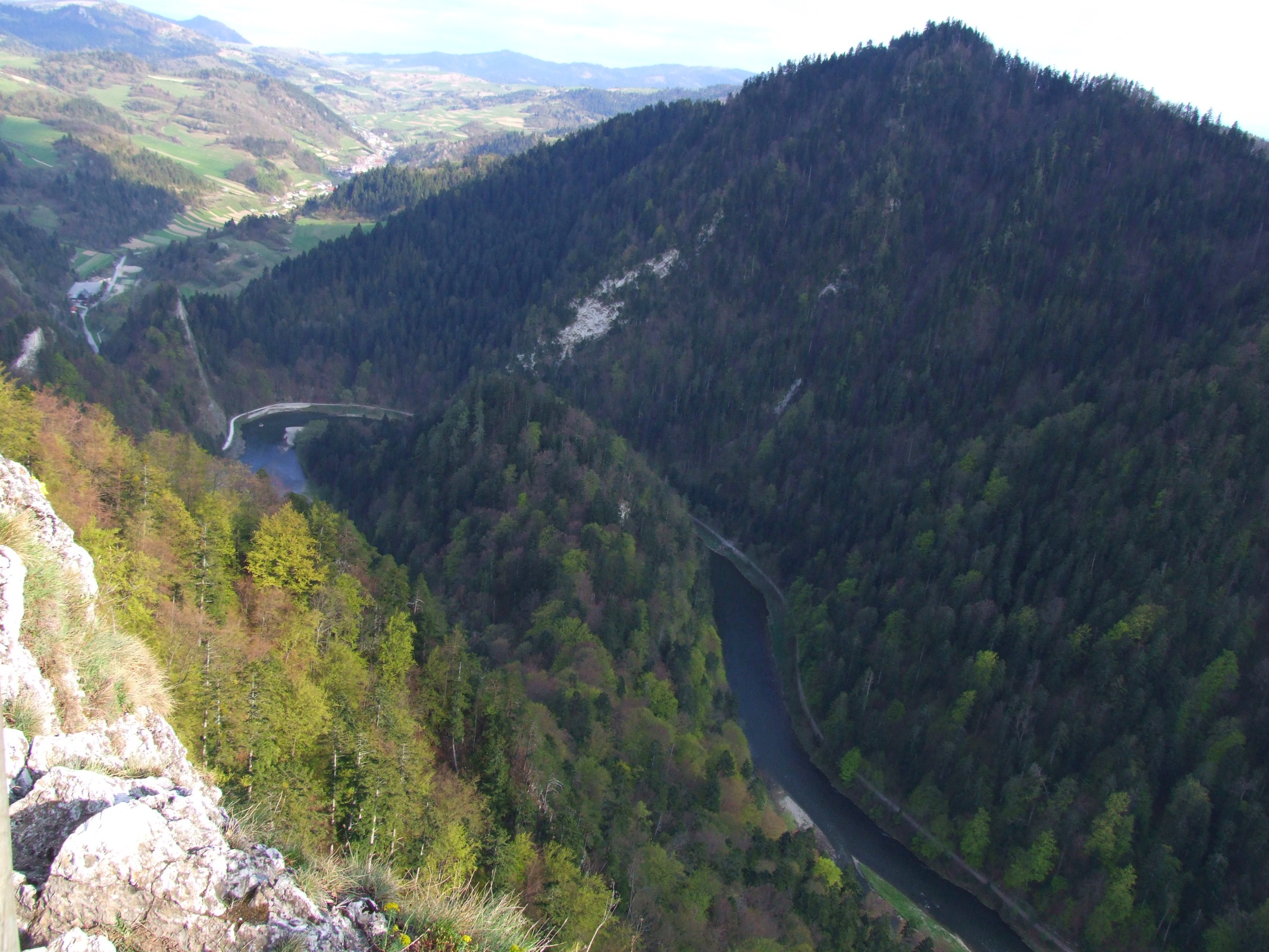
Garganta del río Dunajec vista desde Sokolica.
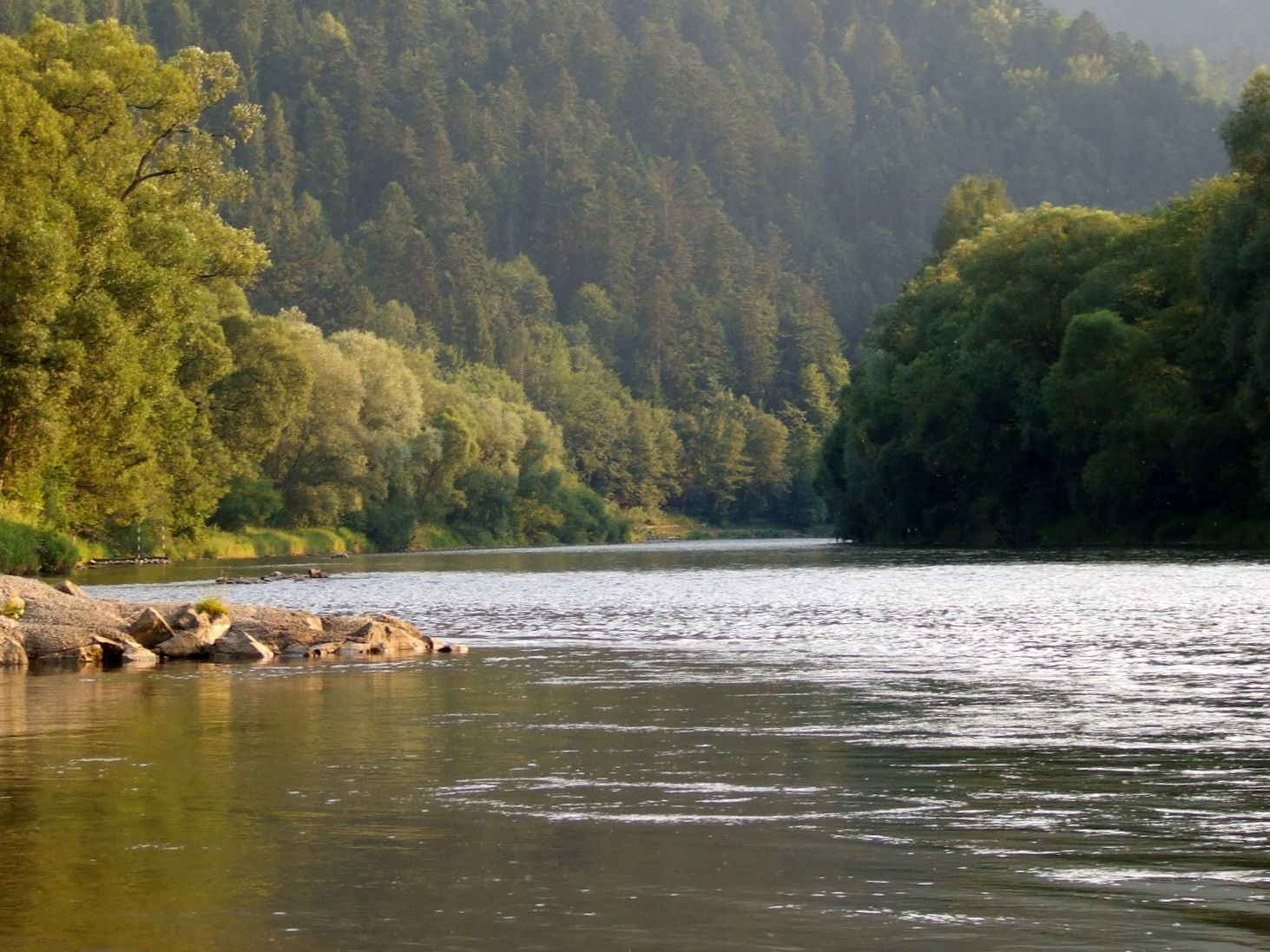
Salida de la Garganta cerca de Szczawnica.